# Lindy hop

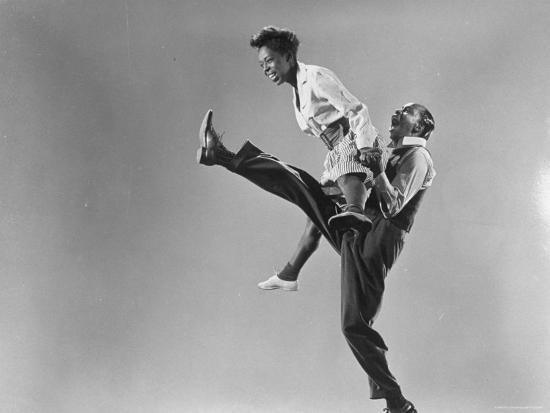
Leon James och Willa Mae Ricker dansar Lindy hop, foto Gjon Mili 1943.

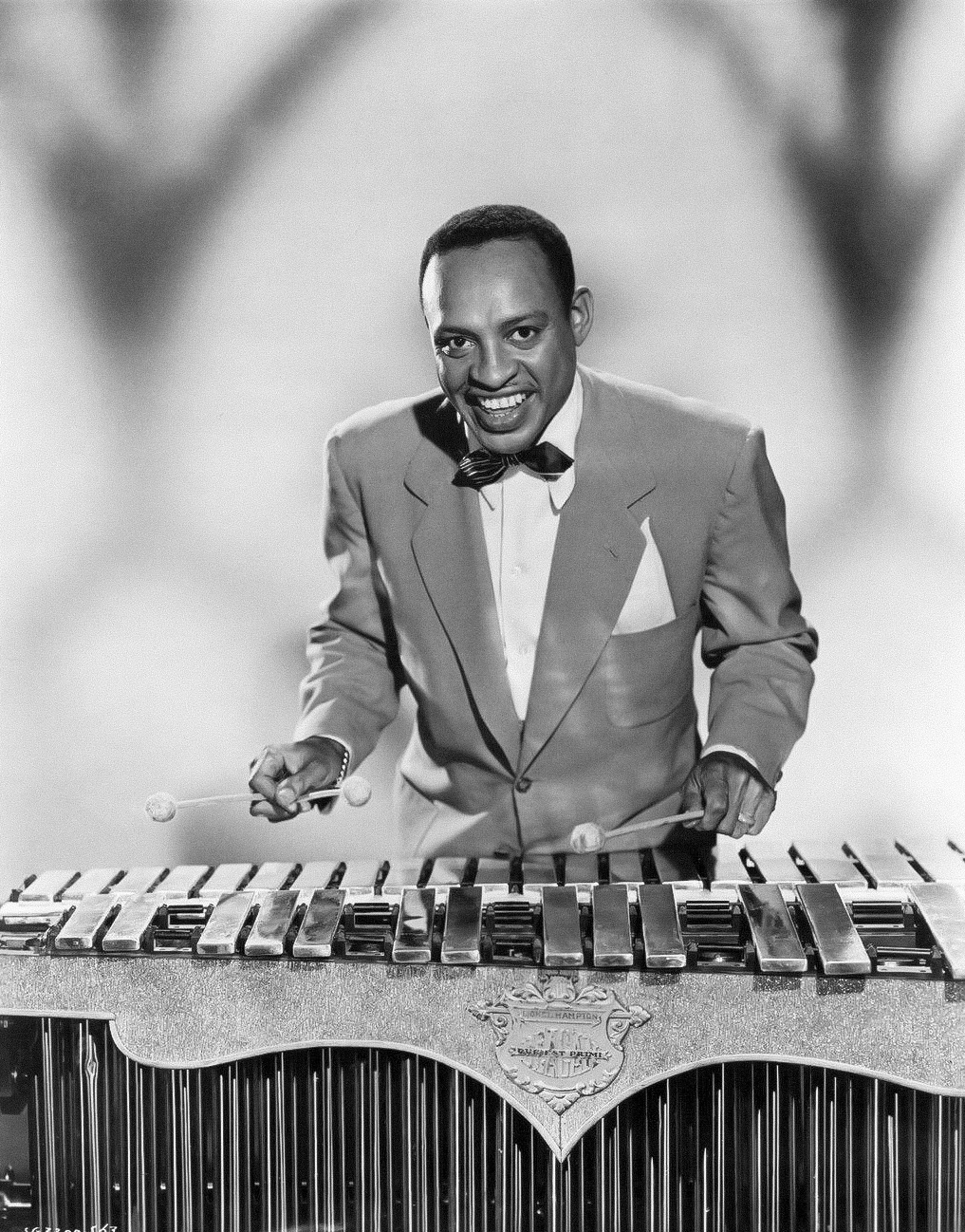
Lionel Hampton, musiker och orkesterledare som spelar swingjazz som är musiken Lindy Hop dansas till. Foto från 1950-tal.

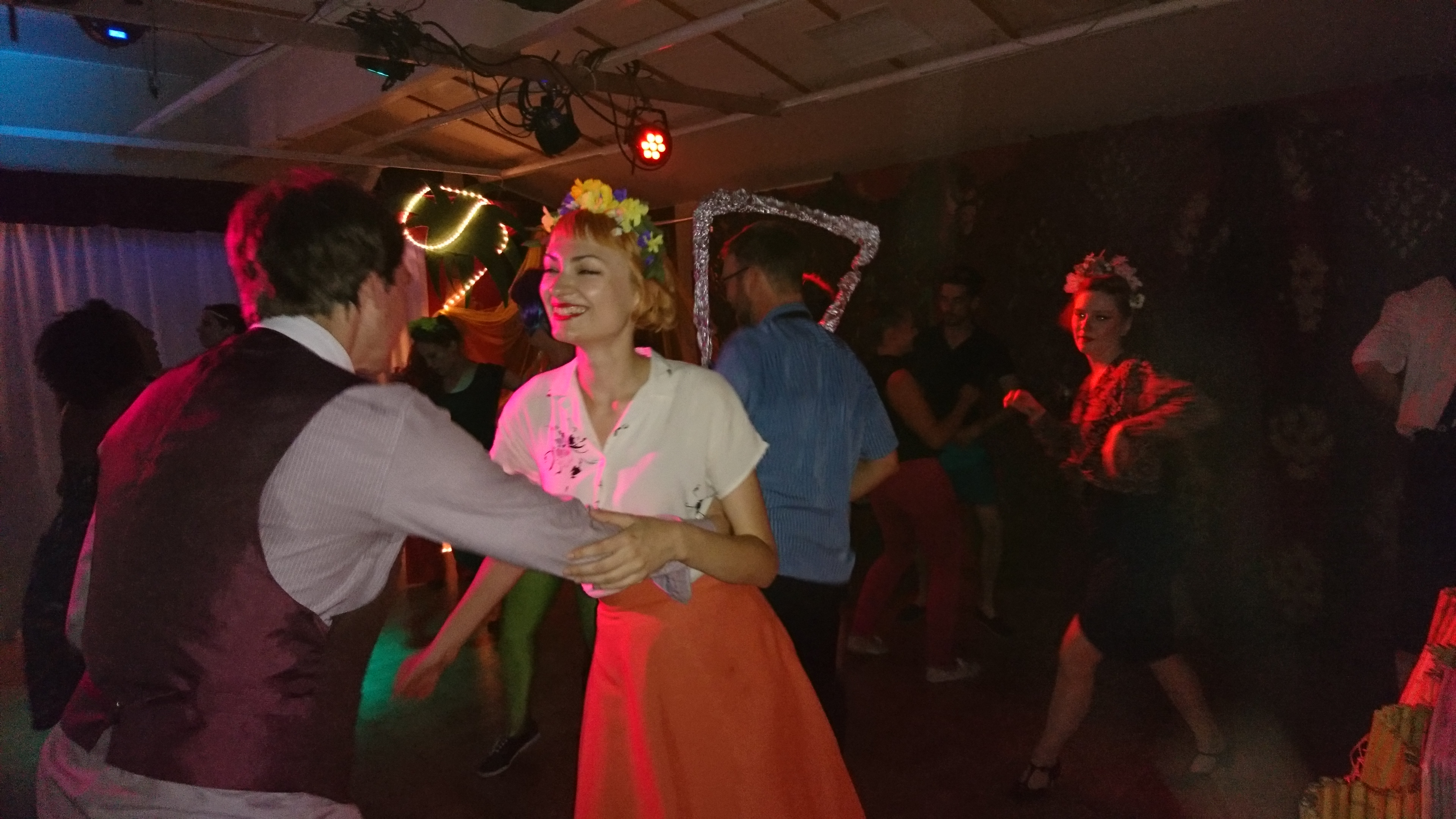
Socialdans, Herräng Dance Camp 2016.

Lindy hop är en swingdans från New York i USA. Dansen skapades i Harlem på 1920- och 1930-talen som en utveckling ur Charleston och i princip alla andra danser som de dansande kände till. Traditionellt dansas lindy hop till swingjazz. Danstempot kan variera från mycket snabbt till mycket långsamt. Dansen kan vara både spontan och, oftast vid uppvisningar, koreograferad. Det viktiga är att dansarna har en dynamik med varandra och med musiken. Dansen är fri för improvisation där både förare och följare kan påverka dansen.
Ett alternativt namn, vanligt under 1930- och 1940-talen, var jitterbug. Ur det namnet (och dansen) utvecklades på 1960-talet den svenska pardansen bugg.

## Historik

### 1900–1940
Det sägs att namnet kom till när Charles Lindbergh flugit över Atlanten och välkomnades i New York. På gatorna dansade människorna och speciellt en, solodansande, man utmärkte sig. En reporter frågade nyfiket denna dansare vad det var för dans han dansade. Med ett strålande leende svarade mannen att han dansade "lindy hop". Sedan dess har dansen kallats lindy hop.
Lindy hop utvecklades från en rad danser som var populära i afroamerikanska kretsar i USA under 1920-talet och även innan dess, Charleston, Breakaway, Texas Tommy och Cakewalk. Precis som jazzen kom att få en dominerande ställning inom musiken, och kunde absorbera och integrera andra musikstilar, så kan liknande sägas om lindy hop.
Åren 1927–1935 har kallats den klassiska eran, då dansen utvecklade sin karaktäristiska stil, bland annat med twisten och swingouten, och dansen fick stor spridning framförallt i Harlem i New York. Åren runt 1940 gjordes flera filmer som gått till historien för sina högklassika swingdansscener, däribland En dag på kapplöpningarna (1937), Keep Punching (1939), Hellzapoppin' (1941), Hot Chocolates (1941) och Jittering Jitterbugs (1943).
Dansen hade sin storhetstid under 1930- och 1940-talen. Under 1950-talet förändrades dansen och drev iväg i olika riktningar (ex jive, boogie woogie och rock'n'roll) beroende på all ny musik som då uppstod.

### 1980-talet och framåt

#### Sverige
Ordet kom in i svenskan när dansen kom till Sverige på 1940-talet. Kiki Stenfelt var en av Sveriges första lindy hop-dansare och medlem i dansparet Francis & Day. Mest förknippas nog den här tidens svenska jitterbug med swingpjattar och dansstället Nalen i Stockholm. Den svenska buggen är skapad ur resterna av denna jitterbug. Ordet jitterbug har översatts med darrlus.
På 1980-talet fick lindy hop en renässans, som till stor del utgick ifrån Sverige. Efter att ha blivit fascinerad av swingfilmerna från 1930- och 1940-talen bestämde sig Lennart Westerlund för att söka upp dansarna i dessa filmer. Westerlund, tillsammans med Anders Lind och Henning Sörensen, åkte till USA år 1984, fast bestämd att träffa Al Minns. Vid senare tillfällen hittades även Frankie Manning och andra lindy hop-stjärnor. Dessa möten var början på den nya swingvågen i Sverige och även globalt.
Lennart startade strax efter hemkomsten till Sverige dansgruppen The Rhythm Hot Shots, som utvecklades till en av världens främsta dansgrupper. I dag har Harlem Hot Shots tagit över deras mantel med nya medlemmar. Harlem Hot Shots började även under 2005 bygga om den gamla biografen Chicago på Hornsgatan i Stockholm till en danslokal som tagit sin föregångares namn "Chicago". Som tävlingsdans räknas lindy hop i Sverige till BRR-danserna. Danssport i Sverige, där BRR-danserna liksom Tiodans och Line dance ingår, administreras av Svenska Danssportförbundet.

## Grundsteg i lindy hop
Lindy hop rör sig från sluten position, där följaren har sin vänster hand på förarens axel, föraren sin högra på följarens rygg och de övriga två händerna håller i varandra, till öppen position där man håller i varandra i bara en hand. Stor del av dansen skapas i övergången mellan dessa positioner. Det förekommer även att de dansande släpper varandra helt. Ytterst få saker kan sägas vara förbjudna i lindy hop, förutom att inte följa takten och musiken. Turerna rör sig vanligtvis över åtta taktslag, åttor, eller över sex taktslag, sexor.
| Slag           | 1 | & | 2 | & | 3 | & | 4 | & | 5 | & | 6 | & | 7 | & | 8 |
| Förarens steg  | V |   | H |   | V | H | V |   | H |   | V |   | H | V | H |
| Följarens steg | H |   | V |   | H | V | H |   | V |   | H |   | V | H | V |

| Slag           | 1 | & | 2 | & | 3 | & | 4 | & | 5 | & | 6 |
| Förarens steg  | V |   | H |   | V | H | V |   | H | V | H |
| Följarens steg | H |   | V |   | H | V | H |   | V | H | V |

| Föraren | Föraren      | Föraren  | Följaren | Följaren     | Följaren |
| ------- | ------------ | -------- | -------- | ------------ | -------- |
| Slag    | Fot          | Riktning | Slag     | Fot          | Riktning |
| 1       | steg vänster | bak      | 1        | steg höger   | bak      |
| 2       | steg höger   | still    | 2        | steg vänster | still    |
| 3       | kick vänster | fram     | 3        | kick höger   | fram     |
| 4       | steg vänster | fram     | 4        | steg höger   | fram     |
| 5       | kick höger   | fram     | 5        | kick vänster | fram     |
| 6       |              |          | 6        |              |          |
| 7       | kick höger   | bak      | 7        | kick vänster | bak      |
| 8       | steg höger   | bak      | 8        | steg vänster | bak      |